# Назбиль
Назби́ль (рос. Назбыль) — річка в Удмуртії (Красногорськи район), Росія, ліва притока Пестері.
Річка починається за 2 км на південний схід від села Коровкинці. Тече на південний захід, впадає до Пестері в ставок за 2 км на північ від села Кокман. Течія повністю протікає через ліси. Приймає декілька приток. Над річкою не розташовано населених пунктів.